# Ван Гуаньхуа
Ван Гуаньхуа (англ. Wang Guanhua; 7 мая 1992) — китайский профессиональный хоккеист.

## Биография
Ван Гуаньхуа — сын хоккеиста сборной Китая Ван Анфу. Учился в спортивной школе Шаттак Сент-Мари в США. Выступал за хоккейную команду школы в студенческой лиге США. С 2010 по 2012 год играл за команды Национальной студенческой ассоциации Ватерлоо Блэк Хокс, Спрингфилд Дж. Блюз и Сент-Луис Фронтенакс.
В 2016 году подписал однолетний контракт с клубом Континентальной хоккейной лиги «Куньлунь Ред Стар». 1 сентября 2016 года сыграл единственный матч в Континентальной хоккейной лиге против хабаровского «Амура».